# Hippotion brennus
Espèce
Hippotion brennus est une espèce de lépidoptères de la famille des Sphingidae, sous-famille des Macroglossinae, de la tribu des Macroglossini et du genre Hippotion. 

## Description
L'envergure est d'environ 60 mm. Les adultes ont des ailes antérieures marron ou grise-violacé à motifs complexes et des ailes postérieures jaune-orange avec une bordure brune. Les ailes antérieures ont chacune un cadre classique sur les marges intérieure et extérieure. Les ailes postérieures ont chacune un recourbe sur la marge externe près du tornus. L'abdomen comporte quatre marques blanches le long de chaque côté.  Il s’agit d’une espèce et d’une couleur et d’un motif variables comportant quatre formes distinctes (brennus, funebris, johanna et rubribrenna) et quelques intermédiaires.

## Répartition et habitat
Répartition
L'espèce est connue aux Moluques, en Papouasie-Nouvelle-Guinée, dans les Îles Salomon et du nord-est de l'Australie.

## Biologie
Les chenilles se nourrissent principalement des espèces Oldenlandia et Spermacoce. En Inde, elles ont  vues sur des espèces d’ impatiens , Spermacoce stricta, Spermacoce hispida , et Glossostigma' spathulatum, Boerhavia repens et Boerhavia diffusa. La plante hôte est Pentas lanceolata en Australie.

## Systématique
L'espèce Hippotion brennus a été décrite par l'entomologiste allemand Caspar Stoll en 1782, sous le nom initial de Sphinx brennus.

### Synonymie
- Sphinx brennus Stoll, 1782 protonyme
- Chaerocampa johanna Kirby, 1877
- Panacra maculiventris Miskin, 1891
- Hippotion rubribrenna Joicey & Kaye, 1917[2]
- Hippotion brennus funebris Gehlen, 1926
- Hippotion novaebrittaniae Clark, 1932
- Hippotion brennus viettei Darge, 1975